# Diversidad sexual en Kiribati
Las personas lesbianas, gays, bisexuales y transgéneros (LGBT) en Kiribati se enfrentan a desafíos legales por parte de la comunidad no LGBT, y que no poseen experiencia sobre el tema. La homosexualidad masculina es ilegal en el país, mientras que la homosexualidad femenina es legal, pero las mujeres lesbianas pueden enfrentar violencia y discriminación por parte de la sociedad. Aun así, es ilegal cualquier tipo de discriminación laboral por la orientación sexual del individuo.
En noviembre de 2016, Kiribati votó en la Asamblea General de las Naciones Unidas en contra de un plan para deshacerse de Vitit Muntarbhorn, el Experto Independiente de la ONU sobre violencia y discriminación basada en la orientación sexual e identidad de género. La iniciativa para deshacerse del experto de la ONU finalmente fracasó por 84 votos frente a 77. Kiribati, junto con Sri Lanka, fueron los dos únicos países que, a pesar de criminalizar la homosexualidad, votaron en contra de deshacerse de Muntarbhorn.

## Historia
En Kiribati vive una población transgénero tradicional, llamada binabinaaine. La palabra gilbertesa binabinaaine se refiere a las personas a las que se les asignó el sexo masculino al nacer pero que actúan, se visten y se comportan como mujeres, mientras que la palabra binabinamane tiene el significado opuesto, es decir, se refiere a una persona a la que se le asignó una mujer al nacer, pero que se comporta como un hombre. Las personas que viven según estos roles de género han sido tradicionalmente aceptadas por la sociedad de Kiribati y no son percibidas como inmorales o desordenadas, sino como pertenecientes a un tercer género junto con hombres y mujeres.

## Leyes relacionadas con las actividades de parejas del mismo sexo
Las secciones 153, 154, y 155 del Código Penal, prohíbe el sexo anal, independiente de la orientación sexual del individuo. No ha habido ningún juicio en contra de alguien de la comunidad LGBT bajo estas leyes.
Sección 153: Ofensas antinaturales. Cualquier persona que: (a) comete sodomía hacia otro individuo o con un animal; o (b) permite que una persona masculina le practique sodomía a él o ella, será culpable de un delito grave, y será condenada a 14 años de cárcel.
Sección 154: Intentos de cometer ofensas antinaturales y agresiones indecentes. Cualquier individuo que intenta cometer cualquiera de los delitos especificados en la sección anterior, o que sea culpable de una agresión con la intención de cometer la misma, o cualquier ataque indecente contra cualquier persona de sexo masculino, será declarado culpable por haber cometido un delito grave, y será castigado con 7 años de cárcel.
Sección 155: Prácticas indecentes entre hombres. Cualquier persona de sexo masculino que cometa, ya sea de forma pública o privada, cualquier acto de indecencia grave hacia otra persona del mismo sexo, o lo convence para cometer cualquier acto de indecencia con él, o intenta obtener la comisión de cualquier acto de indecencia por parte de alguien del mismo sexo, será culpable de un delito grave, y será castigado a 5 años de cárcel.

### Esfuerzos por la despenalización
En agosto de 2015, como parte del Examen Periódico Universal, el registro de derechos humanos de Kiribati fue examinado por otros países. Francia, Eslovenia y Chile instaron al país de que derogara sus leyes en contra de la homosexualidad. La delegación de Kiribati no dio respuestas ante esas recomendaciones.

## Reconocimiento de las relaciones del mismo sexo
La Ley de matrimonio (Sección 54) no prohíbe expresamente el reconocimiento de los matrimonios entre personas del mismo sexo, pero generalmente supone que las parejas son del sexo opuesto. La sección de "restricciones al matrimonio" de la ley prohíbe los matrimonios con parientes familiares, los matrimonios en los que cualquiera de las partes es menor de 16 años y la bigamia. El Tribunal de Primera Instancia (Bowi Inano) tiene el poder legal de anular y disolver matrimonios.

## Protecciones de discriminación
La discriminación hacia trabajadores o futuros trabajadores por su orientación sexual está restringido bajo el Artículo 107(2)(b) del Código de Empleo y Relaciones Laborales de 2015.

## Resumen
| Es legal                                                                                               | Para hombres/ Para mujeres  |
| Edad de consentimiento                                                                                 | Para hombres / Para mujeres |
| Leyes anti-discriminación en el mundo laboral                                                          | (Desde 2015)                |
| Leyes anti-discriminación en bienes y servicios                                                        |                             |
| Leyes anti-discriminación en todas las áreas (incluyendo discriminación indirecta y discursos de odio) |                             |
| Matrimonios entre parejas del mismo sexo                                                               |                             |
| Reconocimiento de parejas del mismo sexo                                                               |                             |
| Adopción por parejas del mismo sexo                                                                    |                             |
| Adopción conjunta de parejas del mismo sexo                                                            |                             |
| Cumplir el servicio militar                                                                            | Kiribati no posee ejército  |
| Derecho a cambiar legalmente de sexo                                                                   |                             |
| Acceso a embarazo in vitro para lesbianas                                                              |                             |
| Subrogación comercial para parejas masculinas                                                          |                             |
| Derecho a donar sangre                                                                                 |                             |